# 聖洛倫佐山

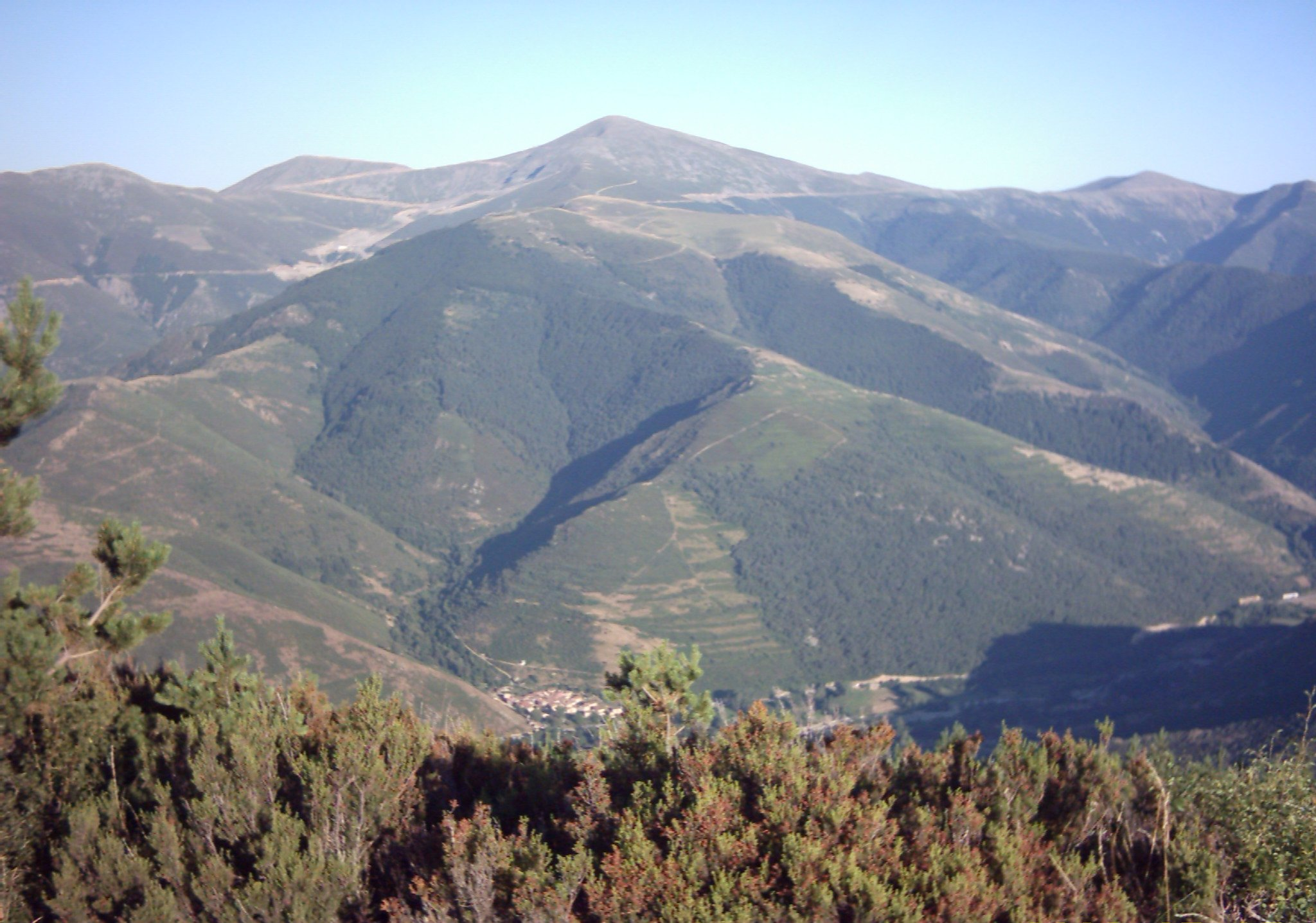

42°14′37.35″N 2°58′16.71″W / 42.2437083°N 2.9713083°W
聖洛倫佐山（西班牙語：Monte San Lorenzo），是西班牙的山峰，屬於德曼達山脈的一部分，海拔高度2,271米，是伊比利亞山脈的第二高峰，該山峰僅次於蒙卡約山。